# لويس بلانكو
لويس بلانكو (بالإسبانية: Lluis Blanco)‏ هو لاعب كرة قدم أندوري وإسباني في مركز الدفاع، ولد في 15 يناير 1990 في برشلونة في إسبانيا. شارك مع منتخب أندورا تحت 21 سنة لكرة القدم.

## وصلات خارجية
- لويس بلانكو على موقع الاتحاد الأوربي (الإنجليزية)
- لويس بلانكو على موقع قاعدة بيانات كرة القدم.إي يو (الإنجليزية)
- لويس بلانكو على موقع ناشيونال فوتبول تيمز (الإنجليزية)
- لويس بلانكو على موقع Soccerbase.com (لاعب) (الإنجليزية)
- لويس بلانكو على موقع Soccerway.com (الإنجليزية)
- لويس بلانكو على موقع عالم كرة القدم.نت (الإنجليزية)